# Sarzyn
Sarzyn – wieś sołeckaw Polsce położona w województwie mazowieckim, w powiecie płockim, w gminie Staroźreby.
| SIMC    | Nazwa          | Rodzaj    |
| ------- | -------------- | --------- |
| 0577018 | Zdziar-Łopatki | część wsi |

W latach 1975–1998 miejscowość administracyjnie należała do województwa płockiego.